# Cá nhám cưa mũi dài
Cá nhám cưa mũi dài, Pristiophorus cirratus, là một loài cá nhám cưa của họ Pristiophoridae. Loài cá nhám cưa lớn và chắc nịch. Nó cũng có một cái mõm rất dài, phần cơ thể này chiếm hơn 30% chiều dài toàn bộ cơ thể nó. Chúng có lưng màu vàng nhạt hoặc xám nâu và trắng ở mặt bụng. Chiều dài tối đa của nó lên đến 1,37 m.

## Phạm vi và môi trường sống
Cá nhám cưa mũi dài được tìm thấy ở miền đông Ấn Độ Dương xung quanh phía Nam Úc và Tasmania trên thềm lục địa ở độ sâu từ 40 đến 310 m. Có thể loài cá này cũng được tìm thấy tại Philippines. Chúng có thể bơi vào vịnh và cửa sông trong vài dịp, cá nhám cưa mũi dài thích vùng cát và sỏi ngoài khơi từ 37 đến 146 m.